# Pepe Carvalho
José „Pepe“ Carvalho ist eine Romanfigur des spanischen Schriftstellers Manuel Vázquez Montalbán.
Pepe Carvalho ist ein in Barcelona lebender Privatdetektiv. Neben seiner großen Leidenschaft für die spanische (und insbesondere katalanische) Küche zeichnet die Romanfigur eine Vielzahl, für die Protagonisten klassischer Kriminalromane eher untypischer Charaktereigenschaften aus.
Mit seiner kritischen Sicht auf die moderne, post-franquistische Gesellschaft Spaniens gelten die Pepe-Carvalho-Romane als politische, sozial- und gesellschaftskritische Kriminalromane: Sie lesen sich quasi wie eine Chronik der jüngeren spanischen Geschichte und stecken voller ironischer Anspielungen auf die aktuellen politischen und sozialen Zustände in Spanien. Insbesondere fällt hierbei auf, dass in ihnen immer wieder die fehlende bzw. nicht ausreichende (Vergangenheits-)Bewältigung der Zeit des Franquismus und deren Auswirkungen auf die spanische Gesellschaft und Demokratie von heute thematisiert wird.
Die Pepe-Carvalho-Reihe wurde weltweit millionenfach verkauft und in über 20 Sprachen übersetzt. Sie gehört zur bekanntesten und meistgelesenen Kriminalliteratur Spaniens.

## Charakter
Pepe Carvalho wächst in der Zeit des Franco-Regimes auf. Er wird Mitglied der kommunistischen Partei Spaniens, verbringt jedoch – von den eigenen politischen Gefährten verraten – zwei Jahre in politischer Gefangenschaft. Im Anschluss verlässt er Spanien, geht in die USA und wird dort CIA-Agent. Nach vier Jahren kehrt er nach Spanien zurück und wird Privatdetektiv.
Er eröffnet eine Detektei direkt an den Ramblas im Herzen Barcelonas, im ärmlichen Viertel Barri Xinès (katalanisch für chinesisches Viertel). Von hier aus führen ihn seine Fälle in die unterschiedlichsten sozialen Milieus Barcelonas; für einige Fälle muss er jedoch Barcelona verlassen.
Sein Freund, Angestellter und Gehilfe Biscuter bekocht ihn tagsüber in der Detektei; abends in seiner Privatwohnung etwas außerhalb von Barcelona in Vallvidrera, an den Hängen des Tibidabos, frönt er seinen Leidenschaften: Er ist passionierter Koch, trinkt gerne und viel Wein und verbrennt, in der Regel um den Kamin in seiner Wohnung anzuheizen, nacheinander die Bücher seiner Bibliothek. Darüber hinaus verbringt er viele Nächte mit seinem Nachbarn Fuster (um gemeinsame Fressorgien zu feiern) oder mit seiner Geliebten Charo, die als Prostituierte arbeitet.
Carvalho ist eher der Antitypus des klassischen Privatdetektivs, mit einer reichen, komplexen und widersprüchlichen Persönlichkeit. Er ist ein Spiegelbild der Gesellschaft, in der er lebt, Zyniker, Beobachtender und ironisch Kommentierender der Transición.
Ein besonders auffälliger Charakterzug Carvalhos ist sein Zynismus, den er sich angesichts der Erlebnisse und Erfahrungen vor seiner Zeit als Privatdetektiv (Verrat, Gefangenschaft, Idealismusverlust) angewöhnt hat. Am deutlichsten wird dieser durch das beinah rituell anmutende Verbrennen der Bücher seiner Bibliothek (mindestens ein Buch pro Roman).
Die Figur des Pepe Carvalho weist in vielerlei Hinsicht Parallelen zu Manuel Vázquez Montalbán auf: Die Biographie Carvalhos und Montalbáns – insbesondere die Zeit vor Carvalhos Tätigkeit als Privatdetektiv – ähneln sich z. B. darin, dass beide aus Galicien stammen, in ärmlichen Verhältnissen aufgewachsen sind, Mitglieder der kommunistischen Partei Spaniens und während der Franco-Zeit in politischer Gefangenschaft gewesen sind. Weiterhin galt Montalbán zu Lebzeiten als leidenschaftlicher Koch, liebte gutes Essen und den Wein und wohnte – wie Carvalho – in Vallvidrera.

## Charaktere
- Biscuter tritt in den Romanen als Gehilfe von Carvalho auf und kümmert sich in dessen Büro um diverse Dinge, vor allem aber um die Bewirtung seines Chefs.
- Charo ist Geliebte von Carvalho und tätig als Prostituierte.
- Bromuro ist ein Schuhputzer, den Carvalho oft als Verlierer der Geschichte charakterisiert und der ihm aufgrund seiner guten Beziehungen zu Barcelonas Unterwelt oft als Informant dient.
- Enric Fuster ist der Nachbar Carvalhos, ein kultivierter Buchhalter, mit dem er oft seine Fälle bespricht.
- Kommissar Contreras tat schon unter Franco seinen Dienst und kennt Carvalho noch als Jungkommunisten. Er verachtet den Detektiv.
- Bleda ist eine Hündin, die Carvalho sich in Die Meere des Südens zulegt.

## Romane
Hinweis: Die deutschen Übersetzungen erschienen zunächst (zum Teil) gekürzt, in weiteren Auflagen dann aber in voller Länge bei Rowohlt, später – zum Teil in revidierter Übersetzung und unter neuem Titel – beim Piper Verlag und erscheinen jetzt in einer Neuauflage beim Verlag Klaus Wagenbach.
- Yo maté a Kennedy. 1972.
Dieser Roman wird in der Literaturwissenschaft nicht als Beginn der Carvalhoserie gesehen, da der Protagonist zwar vorkommt, ihm jedoch noch die typischen Eigenschaften fehlen. Allgemein wird er aber als erster Teil bezeichnet.
  - Deutsch: Ich tötete Kennedy. Eindrücke, Beobachtungen und Erinnerungen eines Leibwächters. Rowohlt, Reinbek 1989, ISBN 3-499-42893-8 (übersetzt von Bernhard Straub).
- Tatuaje. 1974.
  - Deutsch: Carvalho und die tätowierte Leiche. Rowohlt, Reinbek 1985, ISBN 3-499-42732-X (übersetzt von Bernhard Straub)
  - Deutsch: Carvalho und die tätowierte Leiche. Wagenbach, Berlin 2012, ISBN 978-3-8031-2694-8 (übersetzt von Bernhard Straub)
- La soledad del manager. 1977.
Carvalho kehrt 1975 aus dem Exil nach Spanien zurück, als er von der Ermordung eines alten Bekannten erfährt: Jaumá, Manager eines internationalen Konzerns, wird mit einem Damenslip in der Hosentasche gefunden. Da er sehr viele Liebschaften hatte, nimmt man an, jemand aus dem Milieu habe ihn ermordet. Carvalho stellt jedoch fest, dass Jaumá offensichtlich zu viel über die geheimen Pläne seines Arbeitgebers wusste.
  - Deutsch: Carvalho und der tote Manager. Rowohlt, Reinbek 1984, ISBN 3-499-42680-3 (übersetzt von Günter Albrecht)
  - Deutsch: Die Einsamkeit des Managers. Piper, München 2001, ISBN 3-492-23148-9 (übersetzt von Bernhard Straub und Günter Albrecht)
  - Deutsch: Carvalho und der einsame Manager. Wagenbach, Berlin 2013, ISBN 978-3-8031-2701-3 (übersetzt von Bernhard Straub und Günter Albrecht).
- Los mares del Sur. 1979.
Ein wohlhabender Unternehmer, der eigentlich in die Südsee auswandern wollte, wird erstochen in Barcelona aufgefunden.
  - Deutsch: Tahiti liegt bei Barcelona. Rowohlt, Reinbek 1985, ISBN 3-499-42698-6 (übersetzt von Bernhard Straub)
  - Deutsch: Die Meere des Südens. Piper, München 2001, ISBN 3-492-23149-7 (übersetzt von Bernhard Straub und Anne Halfmann)
  - Deutsch: Carvalho und die Meere des Südens. Wagenbach, Berlin 2013, ISBN 978-3-8031-2713-6 (übersetzt von Bernhard Straub)
- Asesinato en el Comite Central. 1981.
Carvalho geht nach Madrid, um den Mord am Generalsekretär der Kommunistischen Partei aufzuklären. Das Buch wurde in Spanien aufgrund der Ähnlichkeit mit realen Politikern und seinen deutlichen Anspielungen heftig diskutiert.
  - Deutsch: Carvalho und der Mord im Zentralkomitee. Rowohlt, Reinbek 1985, ISBN 3-499-42717-6 (übersetzt von Bernhard Straub)
  - Deutsch: Carvalho und der Mord im Zentralkomitee. Wagenbach, Berlin 2014, ISBN 978-3-8031-2731-0 (übersetzt von Bernhard Straub)
- Los pájaros de Bangkok. 1983.
Im Auftrag der Familie einer alten Freundin reist Carvalho nach Thailand, um diese zu suchen - Teresa Marsé ist in Bangkok verschwunden und befindet sich in einer lebensgefährlichen Situation.
  - Deutsch: Die Vögel von Bangkok. Rowohlt, Reinbek 1987, ISBN 3-499-42772-9 (übersetzt von Bernhard Straub)
  - Deutsch: Die Vögel von Bangkok. Piper, München 2006, ISBN 3-492-24603-6 (übersetzt von Bernhard Straub)
- La rosa de Alejandria. 1984.
Auf die Bitte seiner Freundin Charo hin untersucht der Detektiv den Mord an ihrer Cousine, deren Leiche zerstückelt aufgefunden wurde.
  - Deutsch: Die Rose von Alexandria. Rowohlt, Reinbek 1987, ISBN 3-499-42816-4 (übersetzt von Bernhard Straub)
  - Deutsch: Carvalho und die Rose von Alexandria. Wagenbach, Berlin 2016, ISBN 978-3-8031-2762-4 (übersetzt von Bernhard Straub)
- Historias de fantasmas. 1986.
  - Deutsch: Zweikampf. Drei Carvalho-Stories. Rowohlt, Reinbek 1990, ISBN 3-499-42909-8 (übersetzt von Bernhard Straub)
- Historias de padres e hijos. 1987.
  - Deutsch: Der fliegende Spanier – Drei Carvalho-Stories. Rowohlt, Reinbek 1991, ISBN 3-499-42923-3 (übersetzt von Bernhard Straub)
- Tres historias de amor. 1987.
  - Deutsch: Lauras Asche. Drei Carvalho-Stories. Rowohlt, Reinbek 1988, ISBN 3-499-42882-2 (übersetzt von Bernhard Straub)
  - Deutsch: Laura und Catalina. Zwei Liebesgeschichten des Pepe Carvalho. Wagenbach, Berlin 2005, ISBN 978-3-8031-1229-3 (übersetzt von Theres Moser)
- Historias de política ficcíon. 1987.
  - Deutsch: Zur Wahrheit durch Mord. Drei Carvalho-Stories. Rowohlt, Reinbek 1989, ISBN 3-499-42930-6 (übersetzt von Bernhard Straub und Brigitte Heinrichs)
- Asesinato en el Prado del Rey y otras historias sórdidas. 1987.
  - Deutsch: Mord im Prado del Rey.
  - Deutsch: Das Zeichen des Zorros. Vier Carvalho-Stories. Rowohlt, Reinbek 1992, ISBN 3-499-42945-4 (übersetzt von Bernhard Straub)
- El Balneario. 1986.
Carvalho nimmt eine Auszeit und hat sich zum Fasten in eine Kurklinik eingemietet. Als die Leiche einer Amerikanerin im Swimmingpool auftaucht, ist es mit dem Urlaub jedoch vorbei.
  - Deutsch: Manche gehen baden. Rowohlt, Reinbek 1988, ISBN 3-499-42834-2 (übersetzt von Bernhard Straub)
  - Deutsch: Wenn Tote baden. Piper, München 2003, ISBN 3-492-23146-2 (übersetzt von Bernhard Straub und Anne Halfmann)
- El delantero centro fue asesinado al atardecer. 1988.
Der reichste und renommierteste Fußballklub Barcelonas erhält die Drohung, dass sein Mittelstürmer bei Sonnenuntergang ermordet werden soll. Die Intrigenwelt des Fußballs und der Politik wird hier aufgerollt.
  - Deutsch: Der Schuss aus dem Hinterhalt. Piper, München 2007, ISBN 978-3-492-24719-1 (übersetzt von Bernhard Straub)
  - Deutsch: Carvalho und der tote Mittelstürmer. Wagenbach, Berlin 2014, ISBN 978-3-8031-2726-6 (übersetzt von Bernhard Straub)
- Las recetas de Carvalho. 1989.
  - Deutsch: Die Leidenschaft des Schnüfflers. Kochen mit Carvalho. Rowohlt, Reinbek 1992, ISBN 3-499-43060-6 (übersetzt von Bernhard Straub)
  - Deutsch: Die Küche der lässlichen Sünden. Kochen mit Pepe Carvalho. Piper, München 2004, ISBN 3-492-23147-0 (übersetzt von Bernhard Straub)
- El laberinto griego. 1991.
Für die Verfilmung dieses Romans schrieb der Autor selbst das Drehbuch. Carvalho soll die 17-jährige Tochter eines Unternehmers überwachen, die ins Drogenmilieu abzurutschen droht, und einen in Barcelona verschollenen griechischen Künstler finden.
  - Deutsch: Verloren im Labyrinth. Rowohlt, Reinbek 1993, ISBN 3-499-43055-X (übersetzt von Bernhard Straub)
  - Deutsch: Verloren im Labyrinth. Piper, München 2004, ISBN 3-492-24057-7 (übersetzt von Bernhard Straub)
- Sabotaje olímpico. 1993.
  - Deutsch: Krieg um Olympia. Rowohlt, Reinbek 1994, ISBN 3-499-43166-1 (übersetzt von Bernhard Straub)
  - Deutsch: Carvalho und die olympische Sabotage. Wagenbach, Berlin 2016, ISBN 978-3-8031-2752-5 (übersetzt von Bernhard Straub)
- El hermano pequeño. 1994.
  - Deutsch: Der Bruder des Todes. Acht Carvalho-Stories. Rowohlt, Reinbek, 1995, ISBN 3-499-43193-9 (übersetzt von Bernhard Straub)
- Roldán, ni vio ni muerto. 1994.
Der Text, der voller Anspielungen auf den realen Fall Luis Roldán ist, hat die Suche nach dem verschwundenen Ex-Direktor der Guardia Civil zum Thema. Er erschien ursprünglich in der Tageszeitung El País.
  - Nicht übersetzt
- El premio. 1996.
Carvalho soll bei der Verleihung des Literaturpreises in Madrid den Stifter Lázaro Conesal, einen Finanzhai, der viele Feinde hat, beschützen. Dies gelingt jedoch nicht, worauf er den Mord untersucht. Dabei taucht der Schriftsteller Sanchez Bolín, das Alter Ego von Manuel Vázquez Montalbán, immer wieder auf.
  - Deutsch: Undercover in Madrid. Piper, München 2004, ISBN 3-492-23982-X (übersetzt von Bernhard Straub)
- La muchacha que pudo ser Emmanuelle. 1997.
EA als Fortsetzungsroman in der Spanischen Tageszeitung El País: Carvalho auf den Spuren einer ermordeten Frau, die beinahe ein Erotikfilmstar geworden wäre.
  - Deutsch: Carvalho und das Mädchen, das Emmanuelle sein sollte. Wagenbach, Berlin 2012, ISBN 978-3-8031-2695-5 (übersetzt von Carsten Regling)
- Quinteto de Buenos Aires. 1997.
Carvalho sucht nach der verschwundenen Tochter seines Vetters Raúl.
  - Deutsch: Quintett in Buenos Aires. Piper, München 2001, ISBN 3-492-04204-X (übersetzt von Theres Moser)
- El hombre de mi vida. 2000.
Der Sohn eines schwerreichen katalanischen Industriellen wird ermordet. Carvalho muss diesen Mord aufklären und beim Aufbau eines katalanischen Geheimdienstes mithelfen. Der Roman beschäftigt sich mit dem katalanischen Nationalismus, Sekten und Spionen.
  - Deutsch: Der letzte Bolero. Piper, München 2004, ISBN 3-492-04371-2 (übersetzt von Theres Moser)
- Milenio Carvalho. 2004.
Im Stil von Jules Vernes In achtzig Tagen um die Welt reisen Carvalho und Biscuter in 200 Tagen nach Italien, Griechenland, Israel bis nach Kabul und von da aus über Thailand nach Australien. Von dort geht es mit einem Segelboot weiter nach Südamerika. Die Reise bezieht zeitgenössische Ereignisse wie die Invasion Afghanistans und den Terroranschlag auf Bali 2002 mit ein. Carvalho wird des Mordes angeklagt und Biscuter emanzipiert sich von ihm.

1. Rumbo a Kabul.
2. El las antípodas.

- Deutsch: Requiem für einen Geniesser. Piper, München 2006, ISBN 978-3-492-24811-2 (beide Teile in einem Band, übersetzt von Mechthild Blumenberg)

## Sekundärliteratur
- Albrecht Buschmann: Die Macht und ihr Preis. Detektorisches Erzählen bei Leonardo Sciascia und Manuel Vázquez Montalbán. Königshausen & Neumann, Würzburg 2005, ISBN 382602656X

## Preise
1979 erhielt Manuel Vázquez Montalbán für Die Meere des Südens den Premio Planeta und den Prix international de la Littérature Policière. 1988 erhielt der Autor den Premio de la ciudad de Barcelona für den Roman Der Schuss aus dem Hinterhalt. 1989 wurde die Übersetzung des Romans El Balneario mit dem Deutschen Krimi Preis ausgezeichnet.